# Alvin Sargent
Alvin Sargent (Philadelphia, 12 de abril de 1927 - Seattle, 9 de mayo de 2019) fue un guionista estadounidense. Ganó dos premios Óscar al mejor guion adaptado, por Julia (1977), y Gente corriente(Ordinary People) (1980). Otros trabajos importantes de Sargent fueron El cuco estéril (The Sterile Cuckoo) (1969), El efecto de los rayas gamma sobre las margaritas (The Effect of Gamma Rays on Man-in-the-Moon Marigolds) (1972), Luna de papel (Paper Moon) (1973), Loca (Nuts) (1987), Pasión sin barreras (White Palace) (1990), ¿Qué pasa con Bob? (What About Bob?) (1991), Infiel (Unfaithful) (2002) y la primera trilogía de Spider-Man.

## Biografía
Alvin Supowitz nació en Philadelphia, hijo de Esther (nombra de soltera Kadansky) e Isaac Supowitz, hijos de descendientes judíos rusos. Sargent fue al Upper Darby High School, abandonando los estudios a los 17 años para alistarse al ejército. 
Sargent comenzó a escribir para la televisión en 1953 y durante la década de los 60, escribió episodios para las series Route 66, Ben Casey y The Alfred Hitchcock Hour. Empezó a trabajar en guiones de cine con Ladrona por amor (Gambit) (1966) y consiguió el reconocimiento por Yo vigilo el camino (I Walk the Line) (1970) y Luna de papel (Paper Moon)(1973) por el que ganó el Premio de la WGA Award al mejor guion adaptado y ue nominado al Óscar al mejor guion adaptado. Ganó el Óscar en esta categoría por Julia (1977) y por Gente corriente (Ordinary People) (1980). Coloboró en los guiones de Spider-Man 2 (2004), Spider-Man 3 (2007) y The Amazing Spider-Man (2012).
Tuvo una relación con la productora Laura Ziskin, con la que estuvo casado de 2010 hasta la muerte de ésta en 2011. Su hermano fue el también productor y escritor Herb Sargent.
Sargent murió por causas naturales en su casa de Seattle el 9 de mayo de 2019, cuatro semana después de haber cumplido 92 años.

## Filmografía

### Escritor
| Año  | Título en español                                 | Título original                                       | Director           | Notes                                                              |
| ---- | ------------------------------------------------- | ----------------------------------------------------- | ------------------ | ------------------------------------------------------------------ |
| 1966 | Ladrona por amor                                  | Gambit                                                | Ronald Neame       | Coescrita con Jack Davies.                                         |
| 1968 | La noche de los gigantes                          | The Stalking Moon                                     | Robert Mulligan    | Coescrita con Wendell Mayes.                                       |
| 1969 | El cuco estéril                                   | The Sterile Cuckoo'                                   | Alan J. Pakula     |                                                                    |
| 1970 | Yo vigilo el camino                               | I Walk the Line                                       | John Frankenheimer |                                                                    |
| 1972 | El efecto de los rayas gamma sobre las margaritas | The Effect of Gamma Rays on Man-in-the-Moon Marigolds | Paul Newman        |                                                                    |
| 1973 | Luna de papel                                     | Paper Moon                                            | Peter Bogdanovich  |                                                                    |
| 1973 | Love and Pain and the Whole Damn Thing            | Love and Pain and the Whole Damn Thing                | John Frankenheimer |                                                                    |
| 1977 | Julia                                             | Julia                                                 | Fred Zinnemann     |                                                                    |
| 1977 | Un instante, una vida                             | Bobby Deerfield                                       | Sydney Pollack     |                                                                    |
| 1978 | Libertad condicional                              | Straight Time                                         | Ulu Grosbard       | Coescrita con Jeffrey Boam.                                        |
| 1980 | Gente corriente                                   | Ordinary People                                       | Robert Redford     |                                                                    |
| 1987 | Loca                                              | Nuts                                                  | Martin Ritt        | Coescrita con Tom Topor y Daryl Ponicsan.                          |
| 1988 | La fuerza de un ser menor                         | Dominick and Eugene                                   | Robert M. Young̟    |                                                                    |
| 1990 | Pasión sin barreras                               | White Palace                                          | Luis Mandoki       | Coescrita con Ted Tally.                                           |
| 1991 | Con el dinero de los demás                        | Other People's Money                                  | Norman Jewison     |                                                                    |
| 1991 | ¿Qué pasa con Bob?                                | What About Bob?                                       | Frank Oz           | Solo la historia. Coescrita con Laura Ziskin.                      |
| 1992 | Héroe por accidente                               | Hero                                                  | Stephen Frears     | Solo la historia. Coescrita con Laura Ziskin y David Webb Peoples. |
| 1996 | Bogus                                             | Bogus                                                 | Norman Jewison     |                                                                    |
| 1999 | A cualquier otro lugar                            | Anywhere but Here                                     | Wayne Wang         |                                                                    |
| 2002 | Infiel                                            | Unfaithful                                            | Adrian Lyne        | Coescrita con William Broyles Jr.                                  |
| 2002 | Spider-Man                                        | Spider-Man                                            | Sam Raimi          | No parece en los créditos.                                         |
| 2004 | Spider-Man 2                                      | Spider-Man 2                                          | Sam Raimi          |                                                                    |
| 2007 | Spider-Man 3                                      | Spider-Man 3                                          | Sam Raimi          | Coescrita con Sam Raimi and Ivan Raimi.                            |
| 2012 | The Amazing Spider-Man                            | The Amazing Spider-Man                                | Marc Webb          | Coescrita con James Vanderbilt y Steve Kloves.                     |

## Premios y distinciones
Premios Óscar
| Año  | Categoría            | Película        | Resultado |
| ---- | -------------------- | --------------- | --------- |
| 1974 | Mejor guion adaptado | Luna de papel   | Nominado  |
| 1978 | Mejor guion adaptado | Julia           | Ganador   |
| 1981 | Mejor guion adaptado | Gente corriente | Ganador   |